# Karamsad
Karamsad è una suddivisione dell'India, classificata come municipality, di 28.970 abitanti, situata nel distretto di Anand, nello stato federato del Gujarat. In base al numero di abitanti la città rientra nella classe III (da 20.000 a 49.999 persone).

## Geografia fisica
La città è situata a 22° 33' 0 N e 72° 54' 0 E e ha un'altitudine di 34 m s.l.m..

## Società

### Evoluzione demografica
Al censimento del 2001 la popolazione di Karamsad assommava a 28.970 persone, delle quali 15.372 maschi e 13.598 femmine. I bambini di età inferiore o uguale ai sei anni assommavano a 2.997, dei quali 1.642 maschi e 1.355 femmine. Infine, coloro che erano in grado di saper almeno leggere e scrivere erano 22.584, dei quali 12.897 maschi e 9.687 femmine.